# NGC 7689
NGC 7689 est une galaxie spirale intermédiaire (barrée ?) située dans la constellation du Phénix. NGC 7689 a été découverte par l'astronome écossais James Dunlop en 1826. Cette galaxie a aussi été observée par John Herschel le 24 septembre 1835. 

## Caractéristiques
La classe de luminosité de NGC 7689 est III-IV et elle présente une large raie HI.

### Distance
Sa vitesse par rapport au fond diffus cosmologique est de  1 791 ± 13 km/s, ce qui correspond à une distance de Hubble de 26,4 ± 1,9 Mpc (∼86,1 millions d'al).
À ce jour, treize mesures non basées sur le décalage vers le rouge (redshift) donnent une distance de 24,315 ± 1,503 Mpc (∼79,3 millions d'al), ce qui est à l'intérieur des valeurs de la distance de Hubble.

### Galaxie de Seyfert
Selon la base de données Simbad, NGC 7889 serait une galaxie active de type Seyfert 2. C'est la seule source consultée à mentinner cela.

## Morphologie

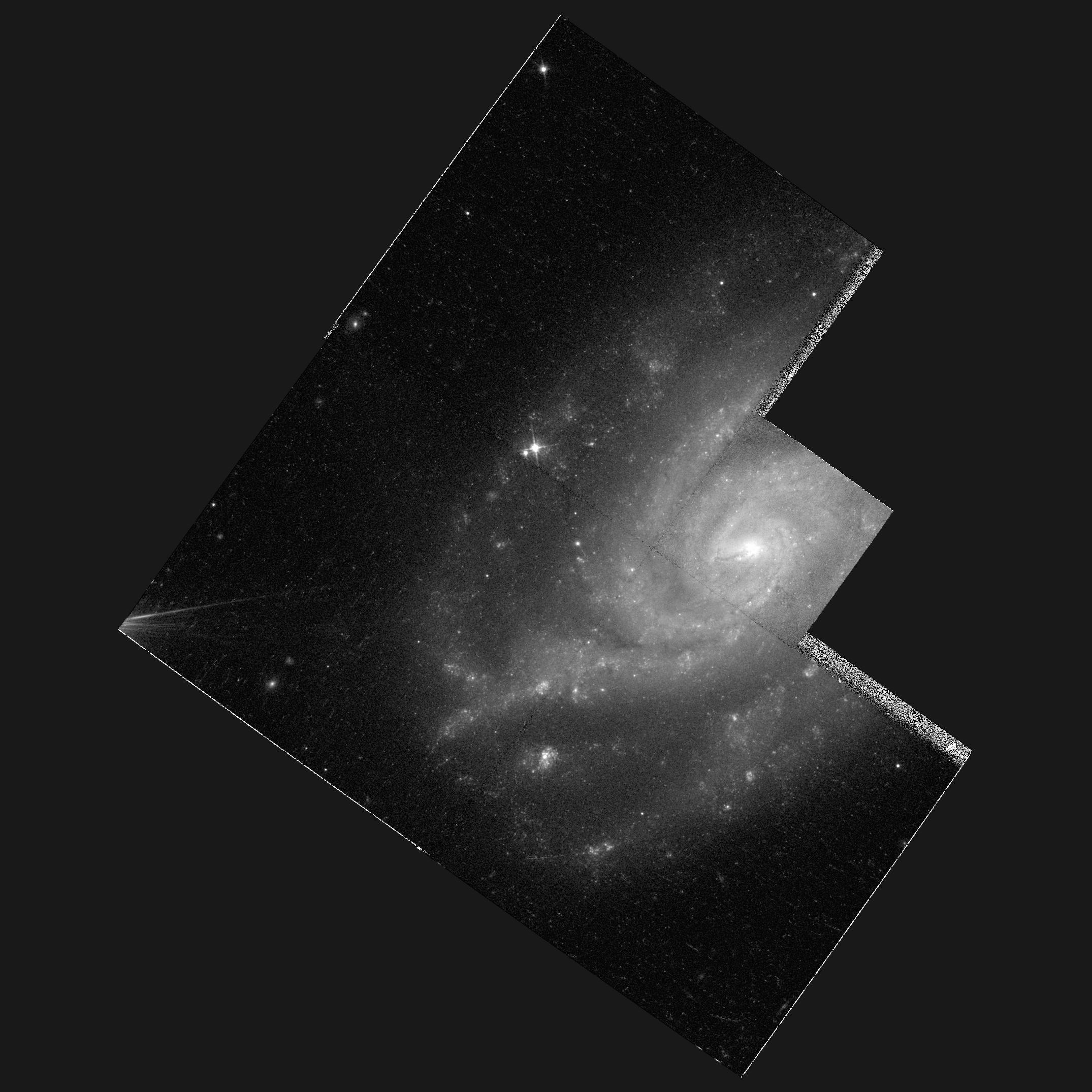
La galaxie spirale intermédiaire NGC 7689 par le télescope spatial Hubble.
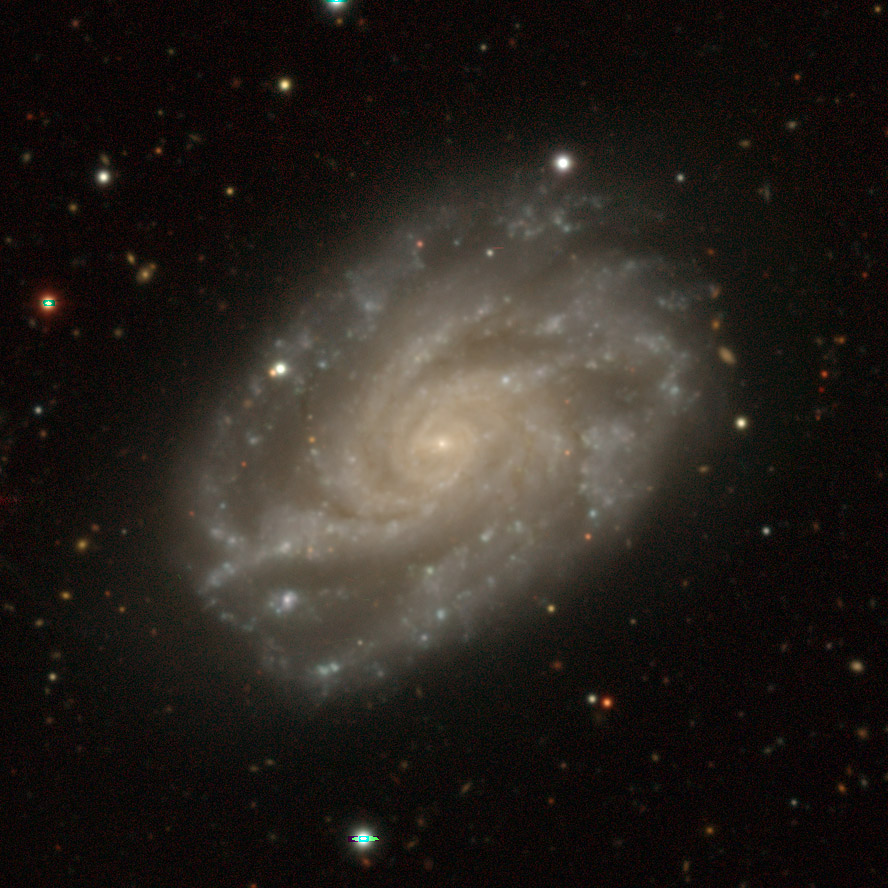
NGC 7689 par le projet « Legacy Surveys DR10 »[7].

NGC 7689 est dotée de trois bras spiraux, comme on peut le voir sur les images ci-haut. Son bulbe est très brillant, ses contours sont très nets et plusieurs noeuds de formation d'étoiles parsèment ses bras.

## Supernova
La supernova SN 1996al a été découverte dans NGC 7689 le 22 juillet 1996 par les astronomes amateurs Robert Evans, R. Benton et Samatha Beaman. D'une magnitude apparente de 14,0 au moment de sa découverte, elle était de type II.